# Paul Schürch

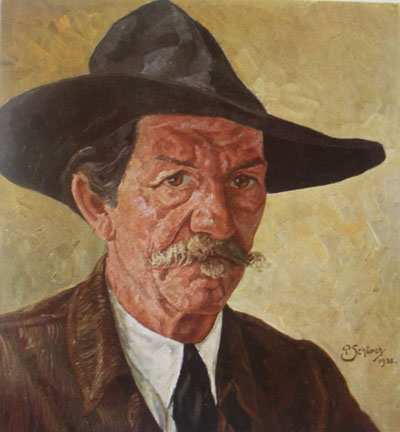
Paul Schürch, Selbstporträt 1934

Paul Schürch (* 14. Februar 1886 in Wangen bei Olten, Kanton Solothurn; † 11. Dezember 1939 in Olten) war ein Schweizer Maler.

## Biografie
Paul Schürch besuchte die Schule in Olten. Er studierte von 1906 bis 1908 an der Hochschule der Künste Bern. Anschliessend studierte er an der Staatlichen Akademie der Bildenden Künste Karlsruhe sowie an der Akademie der bildenden Künste München und schloss sein Studium an der Académie Colarossi in Paris ab. Von 1911 bis 1921 war er in Olten als Professor für Zeichnen tätig.
Als freischaffender Künstler wohnte Paul Schürch 1922 bis 1926 in Interlaken, 1927 bis 1928 im Kanton Graubünden, 1929 bis 1934 im Misox (Tessin), 1935 in Beckenried und Sachseln und 1939 in Oberried am Brienzersee.
In den 1920er Jahren heiratete er Maria Hess und wurde Vater von sechs Kindern. Sein Werk umfasst Landschaftsbilder, Porträts und Stillleben in Öl, Pastell oder Aquarell. Seit 1912 nahm er an zahlreichen Kunstausstellungen teil.